# Heterodera glycines
Heterodera glycines är en rundmaskart. Heterodera glycines ingår i släktet Heterodera och familjen Heteroderidae. Inga underarter finns listade i Catalogue of Life.

## Bildgalleri

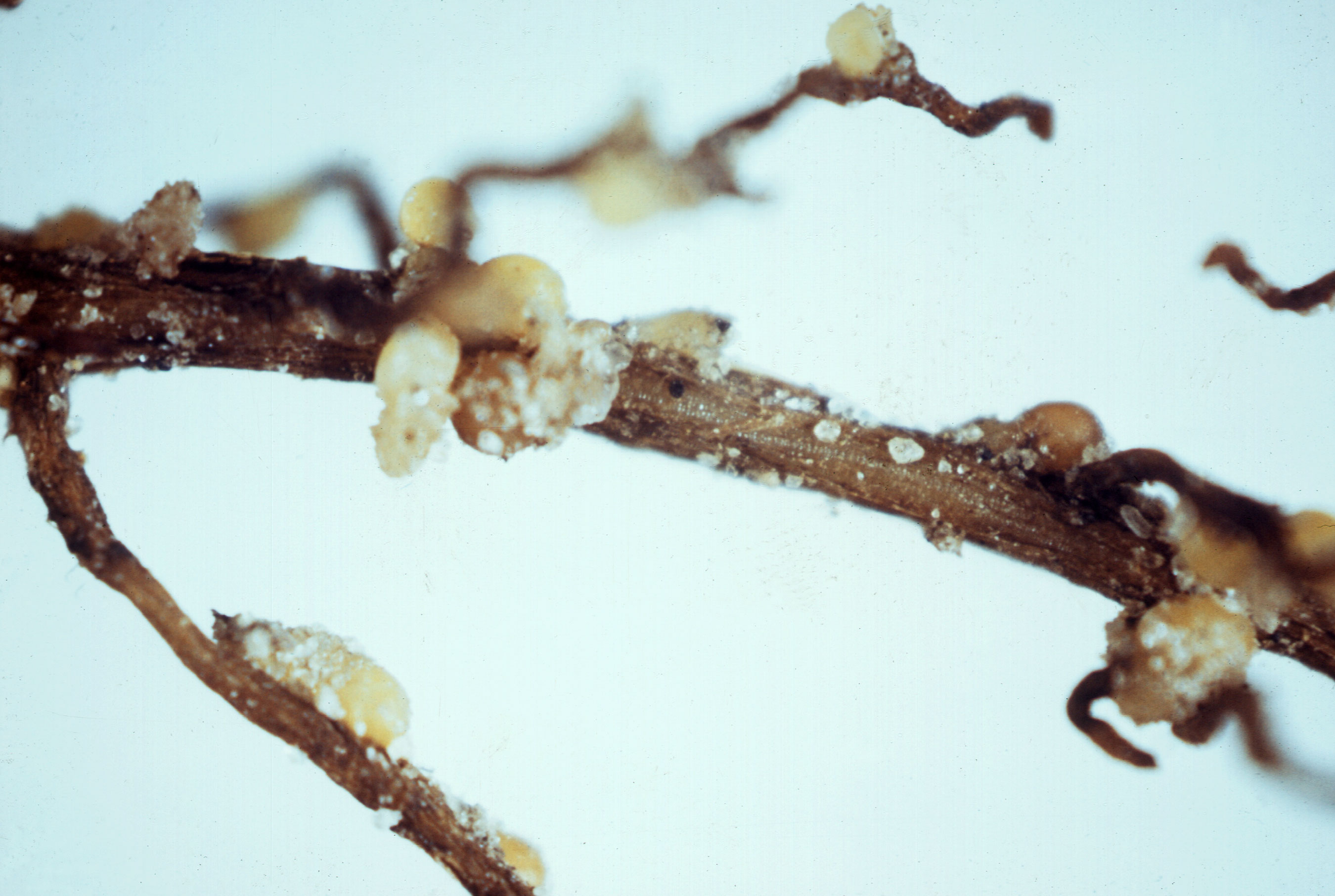